# Удалан
Удалан (фр. Oudalan) — одна з 45 провінцій Буркіна-Фасо. Входить до складу регіону Сахель. Адміністративний центр провінції — місто Гором-Гором. Площа провінції становить 9 797 км².

## Населення
За даними на 2013 рік чисельність населення провінції становила 258 710 осіб.
Динаміка чисельності населення провінції по роках:
| 1996   | 1997   | 2005   | 2006   | 2013   |
| ------ | ------ | ------ | ------ | ------ |
| 137160 | 136583 | 173023 | 197240 | 258710 |

## Адміністративний поділ
В адміністративному відношенні поділяється на 5 департаментів:
- Деу
- Гором-Гором
- Маркой
- Урсі
- Тін-Акоф